# Ryszard Pacławski
Ryszard Pacławski (ur. 1 października 1958 w Załużu) – polski prawnik, działacz harcerski i skautowy, harcmistrz, w latach 1990–2000 Naczelnik ZHP, pracownik spółek Skarbu Państwa.

## Życiorys

### Wykształcenie
Absolwent Technikum Mechanicznego w Sanoku z 1978 z tytułem technika mechanika o specjalności obróbka skrawaniem. Ukończył studia na Wydziale Prawa i Administracji w filii Uniwersytetu Marii Curie-Skłodowskiej w Rzeszowie. Był słuchaczem Podyplomowego Studium Zagadnień Legislacyjnych na Uniwersytecie Warszawskim i Podyplomowego Studium Zarządzania Spółkami w Szkole Głównej Handlowej.

### Harcerstwo
Działalność w harcerstwie rozpoczął w rodzinnym Sanoku w 1967 r. Najpierw był zuchem, a potem m.in. zastępowym, przybocznym, drużynowym, zastępcą komendanta szczepu, od 1977 podharcmistrzem, przewodniczącym kręgu studenckiego, od 1982 komendantem hufca Sanok (ponownie wybrany pod koniec 1984), od 21 kwietnia 1989 działającym w Domu Harcerza w Sanoku. Otrzymał stopień harcmistrza Polski Ludowej. Funkcję zastępcy Naczelnika ZHP ds. programowych pełnił od kwietnia do grudnia 1990. W dniu 7 grudnia 1990 został wybrany na funkcję Naczelnika ZHP i pełnił tę funkcję przez trzy kadencje – do 18 listopada 2000, gdy złożył rezygnację. Był najmłodszym w historii Naczelnikiem ZHP.
W latach 1997–1999 był przewodniczącym Rady Programowej Rozgłośni Harcerskiej. W latach 1997–2010 przez trzy kadencje był Sekretarzem Generalnym Światowej Skautowej Unii Parlamentarnej (World Scout Parliamentary Union) – międzynarodowej organizacji skupiającej parlamentarzystów z ok. 70 krajów świata. W 2005 opublikował książkę Gra o harcerstwo przedstawiającą jego ocenę wydarzeń wokół Związku Harcerstwa Polskiego, w przełomowych latach dla polskiego harcerstwa podczas pełnienia funkcji Naczelnika ZHP.

### Działalność polityczna
Jako członek PZPR przed wyborami parlamentarnymi w 1985 był anonsowany jako kandydat na posła Sejm PRL IX kadencji z okręgu nr 35 Krosno, jednak ostatecznie nie znalazł się na liście wyborczej. W 1988 został wybrany radnym Wojewódzkiej Rady Narodowej w Krośnie. Przed wyborami parlamentarnymi w 1989 jego kandydatura na posła Sejmu kontraktowego została wysunięta przez Radę Chorągwi ZHP w Krośnie. W wyborach parlamentarnych 1993 kandydował do Senatu RP III kadencji w województwie krośnieńskim, zgłoszony przez Komitet Wyborczy „Służba Dziecku”. Był członkiem Rady ds. Młodzieży przy Prezydencie RP (1994–1995), członkiem zespołu doradców w Kancelarii Prezydenta RP (1995–1996).

### Praca zawodowa
W latach 1991–1992 przewodniczący rady nadzorczej „Świata Młodych”. Od stycznia 1999 r. – doradca członka zarządu Telewizji Polskiej S.A., następnie dyrektor Biura Oddziałów Terenowych TVP, w latach 2000–2002 dyrektor Biura Programów Regionalnych TVP. W lutym 2002 r. objął stanowisko dyrektora TVP 3 Regionalnej. Na początku 2004 r., w wyniku odbywającego się konkursu, był blisko objęcia funkcji prezesa TVP SA (jego kandydatura została zgłoszona przez Sojusz Lewicy Demokratycznej). W dniu 17 lutego 2004 r. Rada Nadzorcza TVP SA powołała go na funkcję członka zarządu TVP SA ds. programowych. 28 września 2004 został zawieszony w czynnościach członka zarządu. Przez dłuższy czas Ryszard Pacławski był zawieszony, ponieważ w Radzie Nadzorczej nie było wystarczającej większości głosów, by go odwołać ze stanowiska lub na nie przywrócić. Pacławski tuż po zawieszeniu złożył w Sądzie Gospodarczym w Warszawie pozew o uchylenie uchwały Rady Nadzorczej. Odnosząc się do zawieszenia jego oraz Marka Hołyńskiego (9 czerwca 2005) stwierdził, że była to realizacja koncepcji dotyczącej przejęcia władzy w TVP. 8 maja 2006 r. wraz z całym zarządem zakończył kadencję członka zarządu TVP. Minister Skarbu Państwa udzielił mu absolutorium za rok 2004.
Od lutego 2008 doradca zarządu, a od 1 sierpnia 2008 do 14 października 2010 wiceprezes zarządu ds. komunikacji korporacyjnej Polskich Sieci Elektroenergetycznych Operator SA. Od października 2016 r. prezes zarządu VARSO Sp. z o.o..
W czerwcu 1987 został członkiem zarządu Towarzystwa Rozwoju i Upiększania Miasta Sanoka. Został członkiem warszawskiego Koła Towarzystwa Przyjaciół Sanoka i Ziemi Sanockiej.

## Odznaczenia
- Krzyż Kawalerski Orderu Odrodzenia Polski (11 czerwca 2001)[23]
- Brązowy Krzyż Zasługi
- Złoty Medal „Za zasługi dla obronności kraju”
- Order Uśmiechu
- Złota Odznaka 85-lecia Harcerstwa w Sanoku (1996)[24]